# 1186

## Догађаји
- Велики жупан Стефан Немања је склопио мир са Византијским царством и Дубровником. У овом рату велики жупан српски задобио је области нишевска до краја, Липљан, и Мораву, Врање и призренска област.

- 27. јануар – Констанца Сицилијанска удаје се за Хенрија (будућег Хенрија VI, цара Светог римског царства).
- Византијско царство признаје независност кнежевина Бугарске и Србије.
- Џајаварман VII, краљ Камбоџе, оснива храм Та Пром.
- Након смрти детета-краља Балдуина V, његова мајка га наслеђује као Сибила Јерусалимска и поставља свог немилог мужа Гија де Лузињана за краља супруга. Ово је шок за јерусалимски двор, који је раније натерао могућу будућу краљицу да обећа да, ако то постане, неће му доделити ту титулу.
- Калиф ел-Насир жени се принцезом Селџуки. Одмах након њене веридбе, он је доводи да живи са њим. Затим шаље пратњу да је доведе из Рума у Багдад.

## Смрти
- Балдуин V Јерусалимски

- Виљем од Тира

- Жофроа II од Бретање

- Јован Новгородски

- Википедија:Непознат датум — Преподобни Никита Столпник - хришћански светитељ.